# Carpias crosslandi
Carpias crosslandi là một loài chân đều trong họ Janiridae. Loài này được Stebbing miêu tả khoa học năm 1910.